# جوزيف جول بيكن
جوزيف جول بيكن (11 أبريل 1904 – غير معروف) هو ملاكم بلجيكي راحل، مثّل بلاده في الألعاب الأولمبية الصيفية 1924.

## روابط خارجية
جوزيف جول بيكن على موقع اللجنة الأولمبية الدولية (الإنجليزية)
- جوزيف جول بيكن على موقع أوليمبيديا (الإنجليزية)
- جوزيف جول بيكن على موقع اللجنة الأولمبية البلجيكية (الهولندية)